# Quirino Cristiani

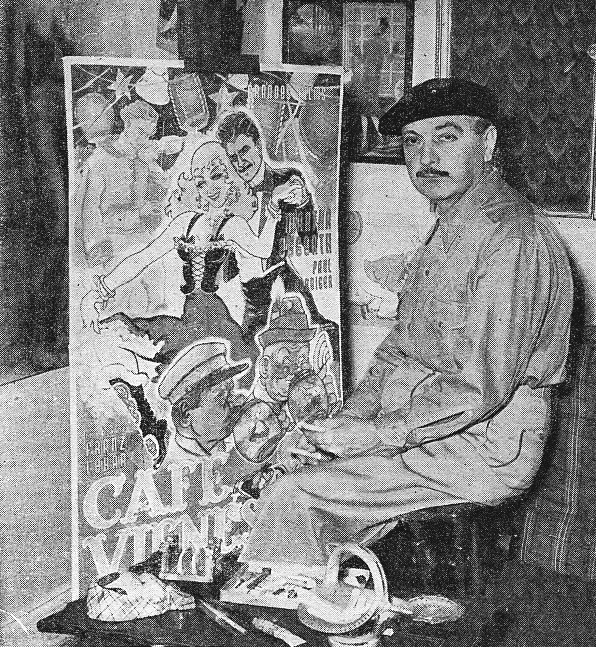
Quirino Cristiani (1955)

Quirino Cristiani (* 2. Juli 1896 in Santa Giuletta, Italien; † 2. August 1984 in Bernal, Argentinien) war ein italienischer Animationsfilmer und Karikaturist. Er produzierte ab 1916 zahlreiche Animationsfilme, darunter mit El Apóstol aus dem Jahre 1917 den ersten Animationsfilm in Spielfilmlänge, der allerdings seit einem Filmstudio-Brand 1926 als verschollen gilt.

## Leben
Cristiani wurde 1896 im norditalienischen Dorf Santa Giuletta als eines von fünf Kindern des Kommunalbediensteten Luigi Cristiani und der Hausfrau Adele Martinotti geboren. Nachdem seinem Vater die Anstellung gekündigt wurde, zog dieser zunächst allein nach Argentinien und ließ sich dann mit seiner Familie im Jahr 1900 in Buenos Aires nieder. Als Jugendlicher entdeckte Cristiani sein Interesse für das Zeichnen. Erste Karikaturen erschienen in argentinischen Tageszeitungen. Dann lernte Cristiani den ebenfalls aus Italien emigrierten Produzenten Federico Valle kennen, für den er Karikaturen für Wochenschauen erstellte. 1916 erstellte Cristiani für die Wochenschau Actualidades Valle den Kurzanimationsfilm La intervención en la provincia de Buenos Aires, der die Absetzung des Gouverneurs der Provinz Buenos Aires, Marcelino Ugarte, durch Präsident Hipólito Yrigoyen thematisierte. Die Animations-Technik des Flachfigurenfilms mit ausgeschnittenen Schablonen hatte er sich durch das Studium von Émile Cohls Filmen aus Valles Besitz selbst beigebracht. Da der Film beim Publikum sehr gut ankam, nahm Cristiani ein ambitioniertes Projekt in Angriff: den ersten Zeichentrickfilm in Spielfilmlänge.
El Apóstol entstand aus 58.000 Einzelbildern und war 70 Minuten lang. Er thematisierte erneut die Politik des argentinischen Präsidenten Hipólito Yrigoyen. Der Präsident wird durch die Kraft des Gottes Jupiter befähigt, Blitze zu schleudern, wodurch die unmoralische und korrupte Stadt Buenos Aires in Flammen aufgeht. Der Film feierte seine Premiere am 9. November 1917 in ausgewählten argentinischen Kinos. Die Kritiken fielen sehr positiv aus und auch beim Publikum kam der Film gut an. Alle bekannten Kopien des Films wurden 1926 bei einem Brand in Federico Valles Filmstudio zerstört.
1918 entstand mit Sin dejar rastros Cristianis zweiter Zeichentrick-Langfilm, der diesmal die Luxburg-Affäre thematisierte, bei der der deutsche Gesandte in Argentinien, Karl von Luxburg, die Versenkung argentinischer Handelsschiffe durch deutsche U-Boote gefordert hatte. Diesmal wurde der Film nicht in der Presse rezensiert und dann aus „diplomatischen Gründen“ sogar konfisziert. Um seinen Lebensunterhalt seiner vierköpfigen Familie zu sichern, wandte sich Cristiani in der Folge wieder der Erstellung von Karikaturen zu. Daneben zeigte er Filme und Werbung mit einem mobilen Kino, was zunächst sehr erfolgreich war, dann aber von den Behörden als Eingriff in den Straßenverkehr unterbunden wurde. 1923 entstanden zwei Filme über die Kämpfe des in Argentinien populären Schwergewichtsboxers Luis Firpo gegen Jack Dempsey und Bill Brennan. Im Jahr darauf produzierte Cristiani mit Uruguayos Forever einen Film, der den überwältigenden Erfolg der uruguayischen Fußballnationalmannschaft beim Fußballturnier der Olympischen Sommerspiele 1924 darstellte. Humberto de Garufa war vom Staatsbesuch des italienischen Kronprinzen Umberto II. inspiriert. 1925 entstanden die Kurzfilme Gastronomía und Rhinoplastia. Ab 1927 war Cristiani als Leiter der Öffentlichkeitsarbeit für Metro-Goldwyn-Mayer in Argentinien tätig. Parallel gründete er die Cristiani Studios, in denen animierte Werbespots entstanden.
Ab dem Jahr 1929 arbeitete Cristiani an seinem dritten Animations-Langfilm Peludópolis, der sich erneut Präsident Hipólito Irigoyens Politik widmen sollte. Der 80 Minuten lange Film war der erste Animationsfilm mit Ton. Er hatte seine Premiere erst im September 1931. Irigoyen war allerdings bereits im Jahr zuvor nach einem Militärputsch gestürzt worden. Obwohl Cristiani diese Entwicklungen im Film noch zum Teil berücksichtigt hatte, erzielte der Film beim Publikum nicht mehr die gewünschte Wirkung. Als Irigoyen im Juli 1933 starb, stoppte Cristiani die Aufführungen des Films komplett. Da sich das Projekt als finanzielles Fiasko erwies und auch in Argentinien die Zeichentrickfilme von Walt Disney ein immer größeres Publikum erreichten, zog sich Cristiani von der Produktion eigener Filme zurück.
In den nächsten Jahren übersetzte und untertitelte er in seinen Cristiani Studios ausländische Filme. Ende der 1930er Jahre kontaktierte ihn der Autor Constancio C. Vigil, damit er auf Basis seiner Geschichten Animationskurzfilme erstellen sollte. Als erster Film entstand 1938 El Mono relojero. Trotz guter Publikumsreaktionen wollte Vigil danach keine weiteren Filme mehr umsetzen. Durch zahlreiche Aufträge für die Untertitelung von Filmen konnte Cristiani mit Entre pitos y flautas (1941) und Carbonada nur noch zwei weitere Kurzfilme umsetzen, die allerdings nicht mehr an frühere Erfolge anknüpfen konnten. 1941 lernte Cristiani Walt Disney bei dessen Südamerika-Reise kennen und konnte ihm einige seiner Filme vorführen. Eine Zusammenarbeit kam nicht zustande, aber Cristiani empfahl Disney den Illustrator Florencio Molina Campos, der später als Kreativberater für Disney tätig wurde.
Cristianis Werk mit sämtlichen Filmkopien, Negativen, Zeichnungen und Papieren wurde bei zwei Bränden in den Jahren 1957 und 1961 zerstört. Danach zog er sich vom Filmemachen komplett zurück. Seinen Lebensabend verbrachte er mit seiner Familie in Bernal. Im November 1981 konnte er auf Einladung des Provinzrates von Pavia seinen Geburtsort Santa Giuletta besuchen. Bei dieser Gelegenheit entstand das einzige Filminterview mit ihm.
Am 2. August 1984 starb er in Bernal im Alter von 88 Jahren.

## Filmografie (Auswahl)
Regie, Drehbuch und Animation
- 1916: La intervención en la provincia de Buenos Aires (Kurzfilm)
- 1917: El Apóstol
- 1918: Sin dejar rastros
- 1923: Firpo-Dempsey (Kurzfilm)
- 1923: Firpo-Brennan (Kurzfilm)
- 1924: Uruguayos Forever (Kurzfilm)
- 1924: Humberto de Garufa (Kurzfilm)
- 1925: Gastronomía (Kurzfilm)
- 1925: Rhinoplastia (Kurzfilm)
- 1931: Peludópolis
- 1941: Entre pitos y flautas (Kurzfilm)
- 1943: Carbonada (Kurzfilm)

## Biografie
- Giannalberto Bendazzi: Due volte l’oceano. Vita di Quirino Cristiani, pioniere dell’animazione. La Casa Usher, Florenz, 1983.

## Dokumentation
- 2007: Quirino Cristiani (Dokumentarfilm, Regie: Gabriele Zucchelli, 88 Minuten)[3]